# Jelena Tjoesjnjakova
Jelena Nikolajevna Tjoesjnjakova (Russisch: Елена Николаевна Тюшнякова) (Tsjeljabinsk, 4 januari 1963) is een schaatsster uit Rusland. Ze vertegenwoordigde het gezamenlijk team op de Olympische Winterspelen 1992 in Albertville.

## Resultaten

### Olympische Winterspelen
| Jaar | Plaats      | Resultaten          |
| ---- | ----------- | ------------------- |
| 1992 | Albertville | 29e 500 m 7e 1000 m |

### Wereldkampioenschappen
| Jaar        | Plaats     | Resultaten |
| ----------- | ---------- | ---------- |
| 1989 Sprint | Heerenveen | 18e Sprint |
| 1991 Sprint | Inzell     | 9e Sprint  |
| 1992 Sprint | Oslo       | 12e Sprint |

### USSR/Russische kampioenschappen
| Jaar | 500 m | 1000 m | Sprint | Allround |
| ---- | ----- | ------ | ------ | -------- |
| 1983 | -     | -      | -      | DNF      |
| 1984 | -     | -      | -      | 8e       |
| 1986 | -     | -      | -      | DNF      |
| 1987 | -     | -      | -      | DNF      |
| 1989 | -     | -      | Goud   | -        |
| 1990 | -     | -      | Brons  | -        |
| 1991 | 4e    | 4e     | Goud   | -        |
| 1992 | Goud  | 5e     | -      | -        |
| 1994 | -     | -      | Goud   | -        |
| 1995 | -     | -      | 6e     | -        |
| 1996 | -     | -      | 5e     | -        |
| 1997 | -     | -      | 5e     | -        |

## Persoonlijke records
| Afstand    | Tijd    | Datum           | Baan            |
| ---------- | ------- | --------------- | --------------- |
| 500 meter  | 40,66   | 29 januari 1992 | Baselga di Pinè |
| 1000 meter | 1.22,16 | 5 februari 1991 | Alma-Ata        |
| 1500 meter | 2.06,26 | 21 maart 1988   | Alma-Ata        |
| 3000 meter | 4.33,29 | 5 april 1983    | Alma-Ata        |
| 5000 meter | 8.00,18 | 29 maart 1984   | Alma-Ata        |